# Distichiasis

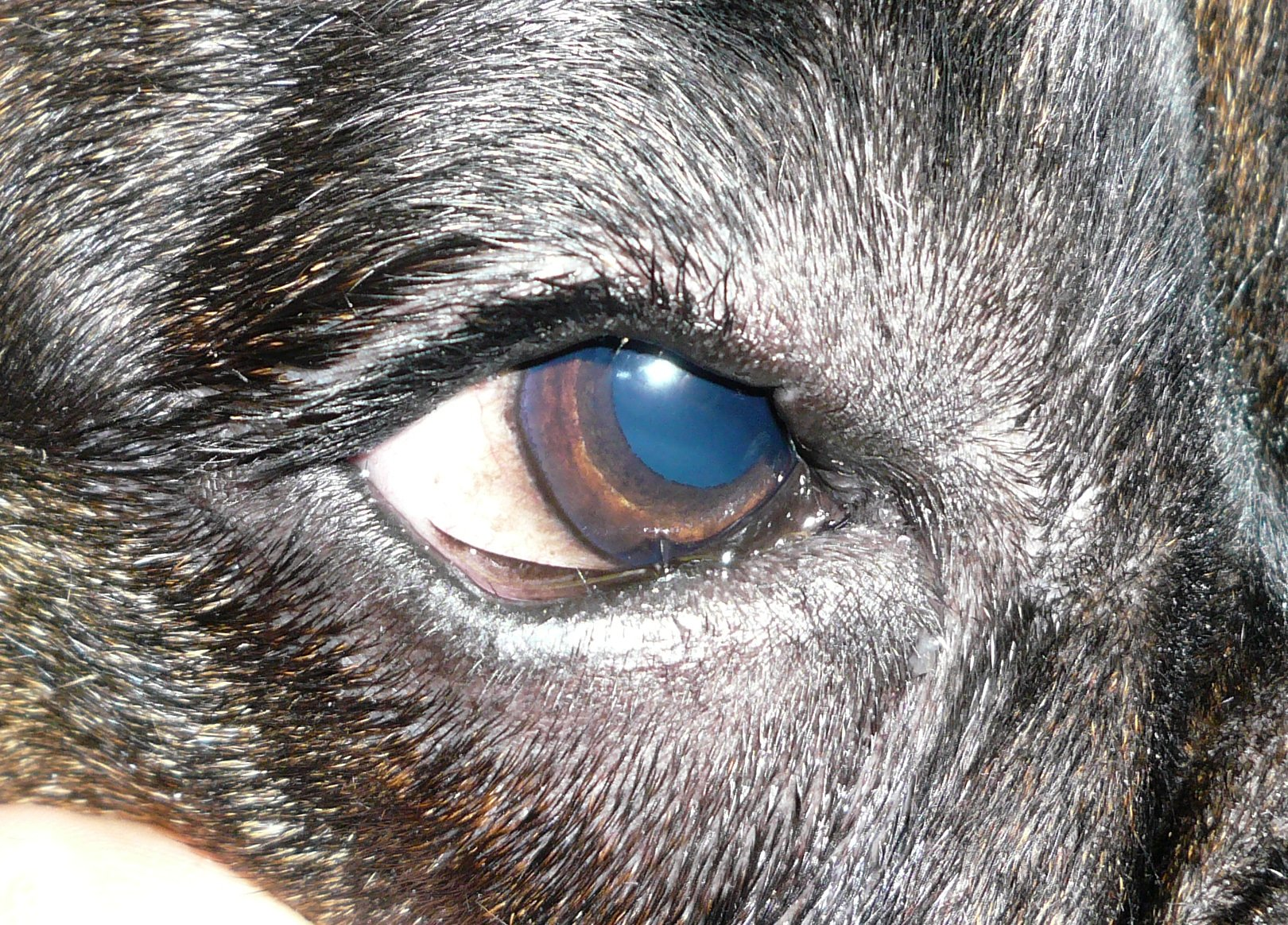
Distichiasis bei einem Boxer

Als Distichiasis (v. griech.: δι- = zwei, στίχος = Reihe, Zeile) wird eine Erkrankung der Augen bei Mensch oder Tier bezeichnet, bei der feine, wimpernartige Haare aus den Talgdrüsen (genauer den Meibomschen Drüsen) des Lidrandes heraus in Richtung des Augapfels wachsen, wodurch (auch infolge einer Lidrandentzündung) eine Trichiasis, d. h. eine Reizung und Schädigung der Hornhaut auftreten kann. Die Haare werden als Distichien bezeichnet und wachsen meist aus den Drüsenöffnungen heraus. Sie bilden also eine Art zweite Reihe an Wimpern.
Die Erkrankung kann sowohl am Ober- als auch am Unterlid auftreten und kann eines oder auch beide Augen betreffen. Bei stärkeren Beschwerden können die verursachenden Härchen operativ entfernt werden.
Eine Distichiasis kann angeboren als isolierte Form oder auch bei seltenen Syndromen vorkommen wie dem Lymphödem-Distichiasis-Syndrom, der Meige-Krankheit, dem Setleis-Syndrom oder dem Stevens-Johnson-Syndrom.